# Marie Františka z Fürstenbergu
Marie Františka z Fürstenberg-Heiligenbergu (německy Maria Franziska von Fürstenberg-Heiligenberg; 18. května 1633 Kostnice – 7. března 1702 Lovosice) byla německo-česká šlechtična, druhá manželka bádenského markraběte Leopolda Viléma.

## Život
Marie Františka se narodila v Kostnici jako dcera bavorského polního maršála Arnošta Egona VIII. hraběte z Fürstenberg-Heiligenbergu (1588–1635) a jeho manželky hraběnky Anny Marie z Hohenzollern-Hechingenu (8. září 1603 – 23. srpna 1652). Marie Františka měla bratry Ferdinanda Bedřicha (1623–1662), Františka Egona (1626–1682), Heřmana Egona (1627–1674) a Viléma Egona (1629–1704). Bratři František a Vilém byli římskokatolickými biskupy, Heřman Egon byl královským komorníkem.

### Manželství a rodina
Marie Františka z Fürstenbergu-Heiligenberg byla dvakrát vdaná. V prvním manželství ze 3. června 1651 se v Düsseldorfu se jako 18letá provdala za o mnoho let staršího ovdovělého falckraběte Wolfganga Viléma Falcko-Neuburského (1578-1653), jehož byla již třetí manželkou. Toto manželství zůstalo bezdětné.
Po manželově smrti žila nějakou dobu jako vdova v Sinzigu, kde byl jejím hlavním správcem svobodný pán František Dětřich z Hillesheimu (1641–1681), otec budoucího falckého ministra Františka Viléma Kašpara z Hillesheimu.
Znovu se provdala 23. února 1666 markraběte Leopold Vilém Bádenského. Z tohoto manželství se narodilo pět dětí, z nichž se pouze prvorozený syn Leopold Vilém dožil dospělosti:
- 1. Leopold Vilém (20. 2. 1667 – 11 4. 1716 Rastatt)
- 2. Karel Fredrich Ferdinand (1668–1680)
- 3. Kateřina Františka (zemřela v dětství)
- 4. Henrieta (zemřel v dětství)
- 5. Anna (zemřela v dětství)

Markaběnka Marie Františka zemřela v Lovosicích 7. března 1702.